# Апостольский нунций в Экваториальной Гвинее
Апостольский нунций в Республике Экваториальная Гвинея — дипломатический представитель Святого Престола в Экваториальной Гвинее. Данный дипломатический пост занимает церковно-дипломатический представитель Ватикана в ранге посла. Апостольская нунциатура в Экваториальной Гвинее была учреждена на постоянной основе 28 декабря 1981 года. 
В настоящее время Апостольским нунцием в Экваториальной Гвинее является архиепископ Жозе Авелину Беттанкур, назначенный Франциском 30 августа 2023 года.

## История
Апостольская делегатура в Экваториальной Гвинее была учреждена в 1971 году, папой римским Павом VI.
28 декабря 1981 года Апостольская делегатура была возведена в ранг Апостольской нунциатуры в Экваториальной Гвинее, бреве «Valde optabile» Папы Иоанна Павла II. Однако апостольский нунций не имеет официальной резиденции в Экваториальной Гвинее, в его столице Малабо и является апостольским нунцием по совместительству, эпизодически навещая страну. Резиденцией апостольского нунция в Экваториальной Гвинее является Яунде — столица Камеруна.

## Апостольские нунции в Экваториальной Гвинее

### Апостольские делегаты
- Жан Жадо, титулярный архиепископ Дзури — (15 мая 1971 — 23 мая 1973 — назначен апостольским делегатом в США);
- Лучано Стореро, титулярный архиепископ Тигиммы — (30 июня 1973 — 14 июля 1976 — назначен апостольским пронунцием в Индии);
- Джузеппе Уак, титулярный архиепископ Тарроса — (7 октября 1976 — 3 июня 1981 — назначен апостольским пронунцием в Заире);
- Донато Сквиччарини, титулярный архиепископ Тибурнии — (16 сентября — 28 декабря 1981 — назначен апостольским пронунцием).

### Апостольские пронунции
- Донато Сквиччарини, титулярный архиепископ Тибурнии — (28 декабря 1981 — 1 июля 1989 — назначен апостольским нунцием в Австрии);
- Сантос Абриль-и-Кастельо, титулярный архиепископ Тамады — (2 октября 1989 — 24 февраля 1996 — назначен апостольским нунцием в Югославии).

### Апостольские нунции
- Феликс дель Бланко Прието, титулярный архиепископ Ванниды — (28 июня 1996 — 24 июня 2003 — назначен апостольским нунцием в Ливии);
- Элизео Антонио Ариотти, титулярный архиепископ Вибианы — (5 августа 2003 — 5 ноября 2009 — назначен апостольским нунцием в Парагвае);
- Пьеро Пьоппо, титулярный архиепископ Торчелло — (25 января 2010 — 8 сентября 2017 — назначен апостольским нунцием в Индонезии);
- Юлий Мюрат, титулярный архиепископ Оранжа — (24 марта 2018 — 9 ноября 2022 — назначен апостольским нунцием в Исландии и Швеции);
- Жозе Авелину Беттанкур, титулярный архиепископ Аэмоны — (30 августа 2023 — по настоящее время).